# Kubanachtschwalbe

Verbreitungsgebiet der Kubannachtschwalbe

Die Kubanachtschwalbe (Antrostomus cubanensis; Synonym: Caprimulgus cubanensis) ist eine Vogelart aus der Familie der Nachtschwalben (Caprimulgidae). Sie kommt in zwei Unterarten auf Kuba und der Isla de la Juventud vor.

## Merkmale
Die Kubanachtschwalbe erreicht eine Körperlänge von 25 bis 29,5 cm. Männchen wiegen 68 bis 80 g, Weibchen zwischen 50 und 70 g. Es herrscht ein Geschlechtsdimorphismus vor. Bei der Nominatform ist die Oberseite schwarzbraun, gesprenkelt graubraun, grauweiß und hell gelbbraun. Der Scheitel ist breit schwärzlich gestrichelt. Es gibt kein Nackenband. Die Flügeldecken sind schwarzbraun, gesprenkelt hell gelbbraun gefleckt. Die Schulterfedern sind beigeweiß, braun gesprenkelt und kräftig schwarzbraun gefleckt. Die Unterseite beigeweiß gesprenkelt und schwarzbraun gefleckt. Die Unterschwanzdecken sind gelbbraun gefleckt. Bei beiden Geschlechtern fehlt die weiße Zeichnung auf den Flügeln. Das Männchen hat weiße Spitzen an den drei äußersten Schwanzfedern, das Weibchen hat schmale bräunliche Spitzen. Die Iris ist braun, der Schnabel schwärzlich. Die Beine und Füße sind bräunlich. Die Jungvögel sind offenbar unbeschrieben. Die Kubanachtschwalbe unterscheidet sich von der Hispaniolanachtschwalbe (Antrostomus ekmani), als dessen Unterart sie eine Zeit lang galt, durch die geringere Strichelung am Scheitel, durch ein helles Kehlband und durch schmalere weiße Spitzen bei den Männchen beziehungsweise gelbbraune Spitzen bei den Weibchen an den drei äußersten Schwanzfedern. Die 1983 beschriebene Unterart Antrostomus cubanensis insulaepinorum unterscheidet sich durch ihre geringere Größe, den kürzeren Schwanz und die viel dunklere Färbung, besonders auf dem Scheitel, dem Rücken, der Brust und den Flügeldecken. Die Strichelung auf den Steuerfedern und den Handschwingen ist schmaler und dunkler.

## Lebensraum
Die Kubanachtschwalbe bewohnt gewöhnlich offene Wälder. Sie bevorzugt aber auch Ränder von Sumpfgebieten und Flüssen. Auf der Isla de Juventud ist sie auch in dichten Wäldern und Gebüschen anzutreffen.

## Stimme
Der Gesang des Männchens ist ein kurzer, gleichmäßig gestimmter, trillernder Pfiff, der sich wie terrrrrrro anhört, sowie eine viersilbige Phrase aus einem gua bai ah ro.

## Nahrungsverhalten
Die Nahrung besteht aus Insekten. Die Methoden der Nahrungssuche sind nicht beschrieben.

## Fortpflanzungsverhalten
Das Brutverhalten ist unzureichend dokumentiert. Die Brutzeit erstreckt sich von März bis Juli. Der Neststandort befindet sich in dichtem Gebüsch oder Dickicht am Rande einer Lichtung. Es wird kein Nest errichtet; die Eier werden auf die Laubstreu am Boden gelegt. Das Gelege besteht aus ein bis zwei Eiern. Sie sind elliptisch, stumpfweiß, oft rosa-braun gefärbt, braun, bräunlich-braun und grau-violett gezeichnet und gefleckt. Beide Geschlechter beteiligen sich am Brutgeschäft. Erwachsene, die am Nest bedroht werden, können Ablenkungsmanöver durchführen.
Die Küken sind nicht beschrieben.

## Status
Die IUCN klassifiziert die Kubanachtschwalbe als nicht bedroht (Least Concern). Sie kommt in ganz Kuba vor, wo sie lokal häufig ist. Auf der Isla de la Juventud wurde sie erstmals 1905 in dichten Wäldern südlich von Ciénaga de Lanier gemeldet und ist in dieser Region und im Süden offenbar immer noch häufiger als anderswo auf der Insel. Zu den potenziellen Bedrohungen für die Brutvögel gehört der eingeführte Goldstaubmungo (Urva auropunctatus).